# SNCF X 76500
Die Triebwagen der Reihe X 76500, auch XGC oder AGC Diesel genannt, sind die dieselelektrische Variante der autorail à grande capacité (AGC). Diese Triebzugserie ist die bisher größte Einzelbestellung in der Geschichte der SNCF. Nur die danach bestellten Alstom Coradia Polyvalent und Bombardier Régio2N werden in noch größerer Stückzahl beschafft (Auslieferung ab 2013).
Autorail à grande capacité gibt es in drei weiteren Versionen: Z 27500 als elektrische Zweisystemtriebwagen für 25 kV bei 50 Hz sowie 1,5 kV Gleichspannung (ZGC), B 81500 als Zweikrafttriebwagen für 1,5 kV Gleichspannung mit zusätzlichen Dieselgeneratoreinheiten (BGC) und B 82500 als Zweisystem- und Zweikrafttriebwagen für 1,5 sowie 25 kV und zusätzlichem Dieselantrieb (BBGC/BiBi).

## Beschreibung
Die X 76500 wurden drei- und vierteilig beschafft. Bei der SNCF sind 39 vierteilige und 124 dreiteilige Züge im Einsatz. Die einzelnen Wagenkästen, die bei den Versionen mit unterschiedlichen Antrieben im Wesentlichen wagenbaulich gleich sind, sind durch Gelenke mit Jakobsdrehgestellen verbunden. Der Wagenboden ist für einen stufenlosen Einstieg niederflurig. Nur der Raum zwischen den Einstiegen in den Endteilen und den Führerstands- und Betriebskupplungsenden über den Enddrehgestellen, die gleichzeitig Triebdrehgestelle sind, ist hochflurig. Er ist über drei Stufen zugängig. Der nur leicht angehobene Wagenboden über den Jakobsdrehgestellen ist mit Rampen versehen.
Die Triebzüge sind mit einer Vielfachsteuerung ausgerüstet, die das Kuppeln von drei Einheiten ermöglicht. Prinzipiell ist das auch mit elektrischen Triebwagen (ZCG) der Fahrzeugfamilie möglich, zugelassen ist das Gemischtkuppeln jedoch nur bei den Einheiten, die von den Regionen Basse-Normandie und Lothringen beschafft wurden, mit den ZCG derselben Eigentümer.

## Stationierung

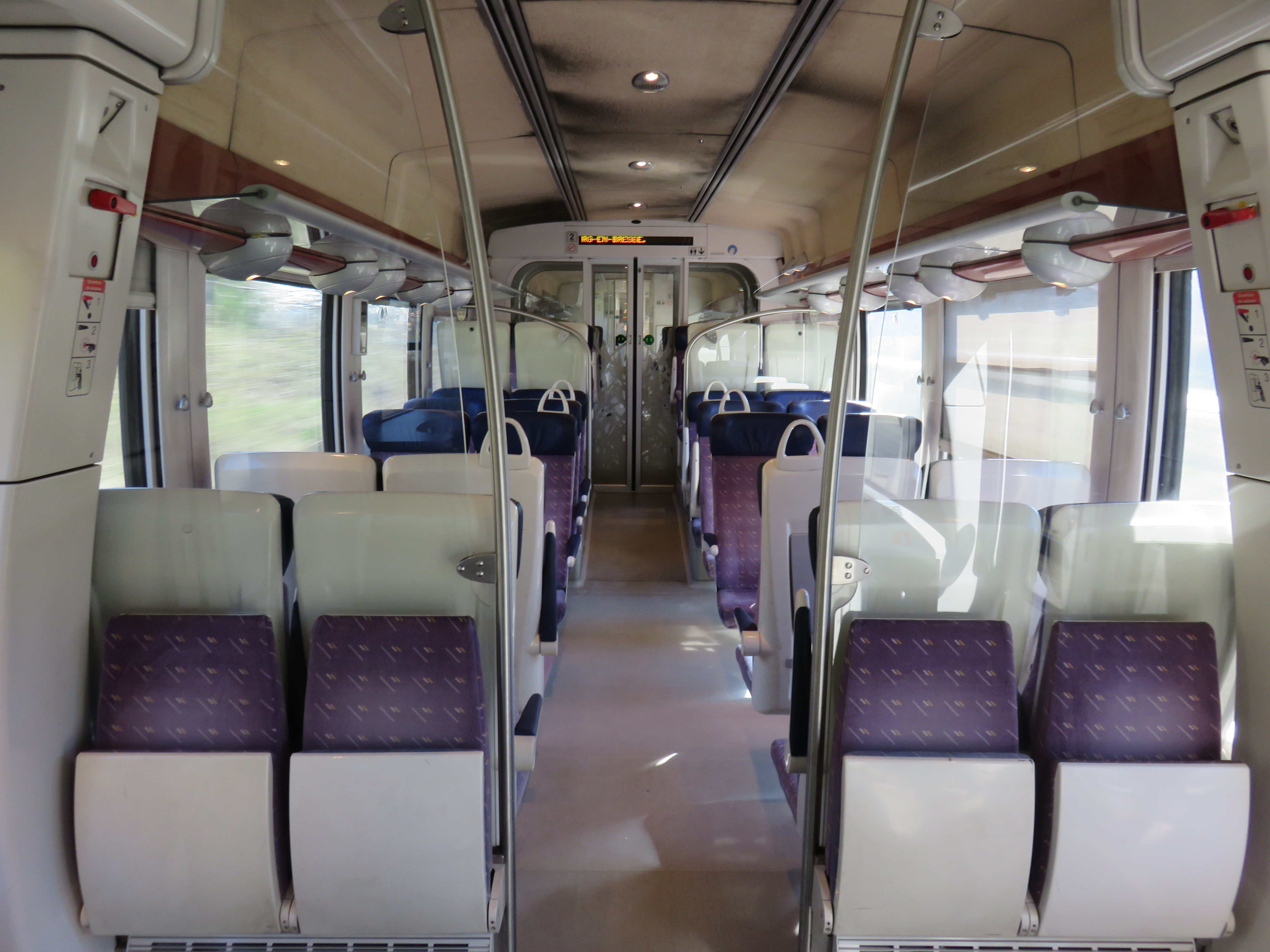
Innenraum eines X 76500

Die X 76500 sind in folgenden Bahnbetriebswerken beheimatet:
- Clermont-Ferrand TER Auvergne (26 Züge: Stand 12. Juli 2011)
- Caen TER Basse-Normandie (14 Züge: Stand 12. Juli 2011)
- Calais TER Nord-Pas-de-Calais (15 Züge: Stand 12. Juli 2011)
- STF Bourg. - FC TER Franche-Comté (5 Züge: 12. Juli 2011)
- Epernay TER Champagne-Ardenne (23 Züge: 12. Juli 2011)
- Longueau TER Picardie (24 Züge: Stand 12. Juli 2011)
- Marseille-Blancarde TER Provence-Alpes-Côte d'Azur (8 Züge: Stand 12. Juli 2011)
- Metz TER Lorraine (9 Züge: Stand 12. Juli 2011)
- Nantes-Blottereau TER Pays de la Loire (17 Züge: Stand 12. Juli 2011)
- Strasbourg TER Alsace (22 Züge: Stand 12. Juli 2011)

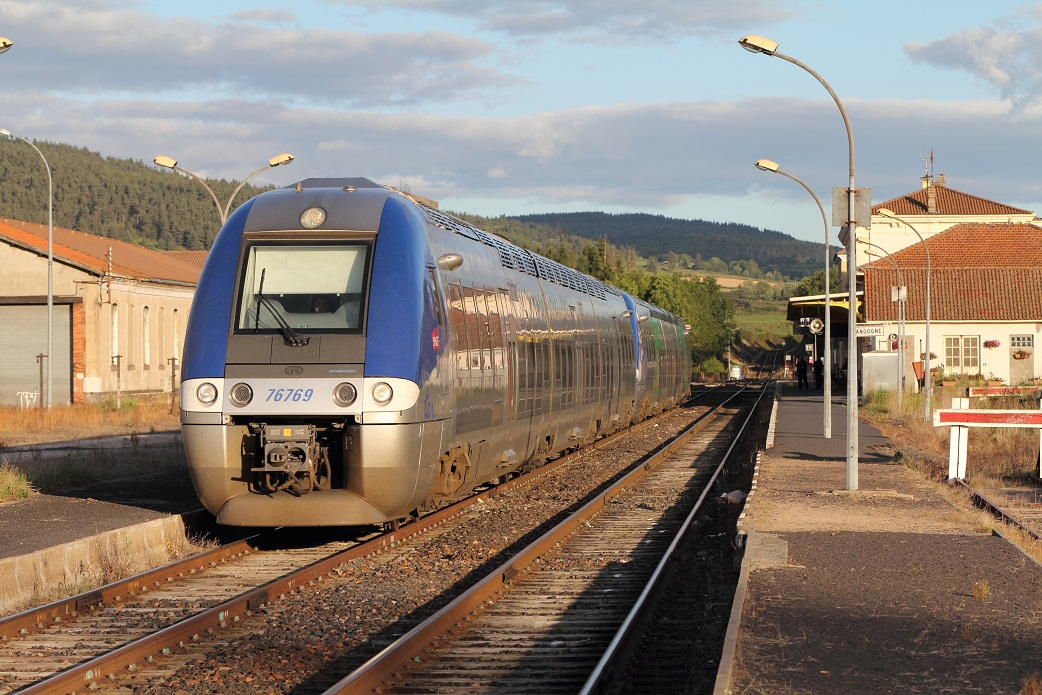
X 76769 und 76770 in Langogne
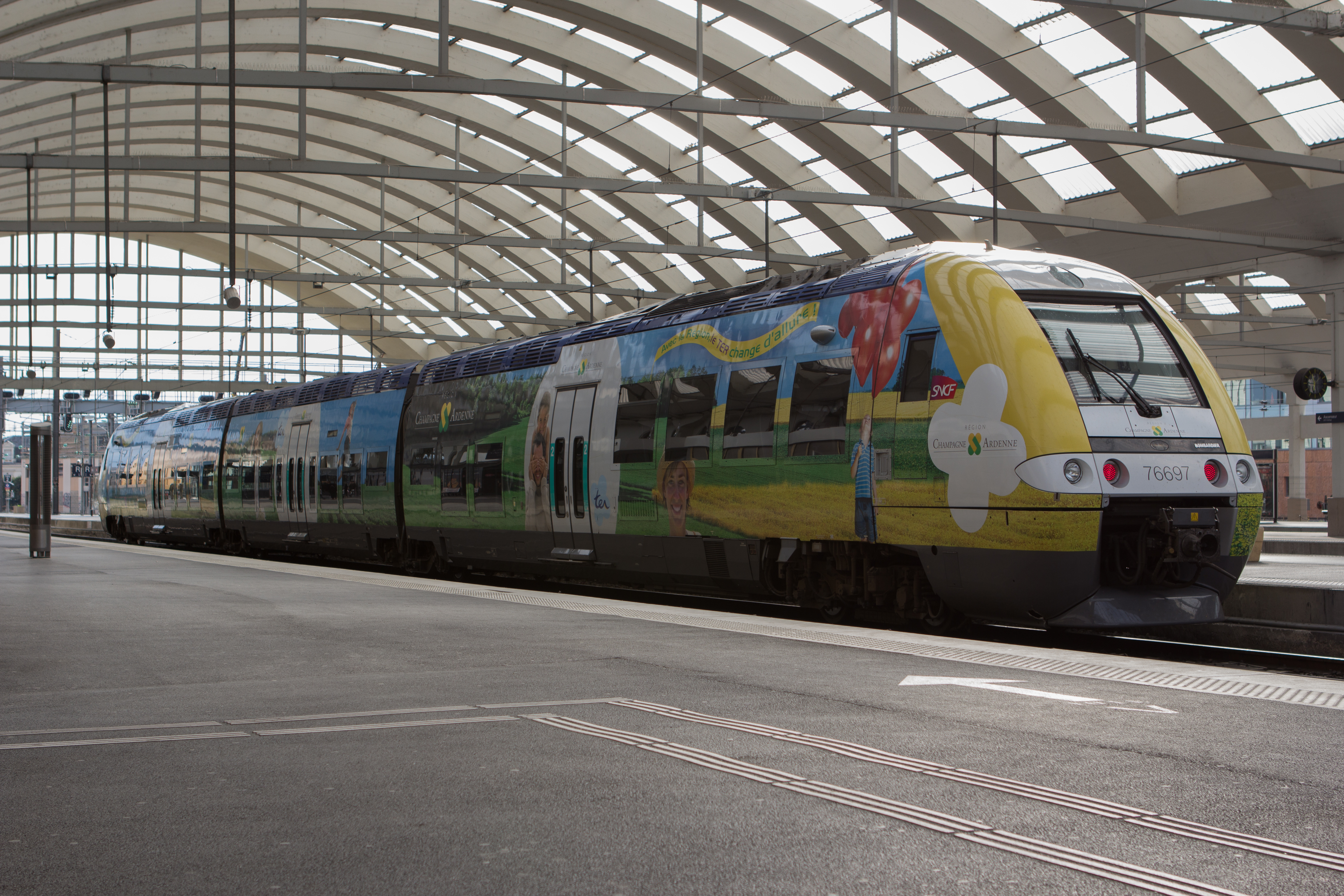
X 76697 mit Ganzreklame im Bahnhof Reims
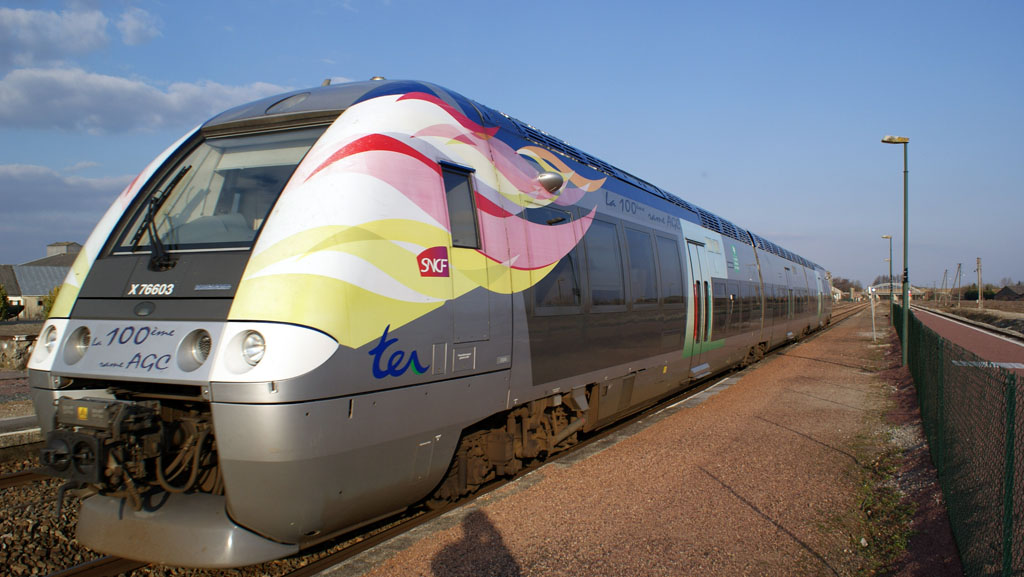
Der als einhundertster AGC beschriftete X 76603 im Bahnhof Chaulnes